# Atie Voorbij
Aartje Johanna Voorbij –conocida como Atie Voorbij– (Hilversum, 20 de septiembre de 1940-3 de marzo de 2024) fue una nadadora neerlandesa, especializada en pruebas de estilo mariposa. Fue campeona de Europa en 100 metros mariposa en el año 1958.

## Palmarés internacional
| Campeonato Europeo de Natación | Campeonato Europeo de Natación | Campeonato Europeo de Natación | Campeonato Europeo de Natación |
| Año                            | Lugar                          | Medalla                        | Prueba                         |
| ------------------------------ | ------------------------------ | ------------------------------ | ------------------------------ |
| 1958                           | Budapest (Hungría)             | Medalla de plata               | 100 m mariposa                 |
| 1958                           | Budapest (Hungría)             | Medalla de oro                 | 4 × 100 m libre                |
| 1958                           | Budapest (Hungría)             | Medalla de oro                 | 4 × 100 m estilos              |